# Liechtensteiner Cup 1984/85
Der Liechtensteiner Cup 1984/85 war die 40. Austragung des Fussballpokalwettbewerbs der Herren in Liechtenstein. Der FC Vaduz gewann zum zwanzigsten Mal den Titel.

## Teilnehmende Mannschaften
Folgende sieben Mannschaften nahmen am Liechtensteiner Cup teil:
| - FC Schaan - FC Vaduz - FC Ruggell - FC Triesenberg | - FC Balzers - USV Eschen-Mauren - FC Triesen |

## 1. Vorrunde
Der FC Balzers hatte für diese Runde ein Freilos. 
|                   | Ergebnis |            |
| ----------------- | -------- | ---------- |
| USV Eschen-Mauren | 2:1      | FC Schaan  |
| FC Triesenberg    | 2:6      | FC Ruggell |
| FC Triesen        | 0:2      | FC Vaduz   |

## Halbfinale
|                   | Ergebnis |            |
| ----------------- | -------- | ---------- |
| USV Eschen-Mauren | 6:3      | FC Ruggell |
| FC Vaduz          | 3:1      | FC Balzers |

## Finale
Das Finale fand am 16. Mai 1985 in Balzers statt.
| Datum      |          | Ergebnis |                   |
| ---------- | -------- | -------- | ----------------- |
| 16.05.1985 | FC Vaduz | 3:1      | USV Eschen-Mauren |